# لطیف گیونددا
لطیف گیونددا (آلبانیایی: Latif Gjondeda؛ زادهٔ ۲۸ دسامبر ۱۹۶۰) بازیکن فوتبال اهل آلبانی بود.
وی همچنین در تیم ملی فوتبال آلبانی بازی کرده‌است.